# Alta Navarra

Las seis merindades de Navarra, la de color morado constituiría la Baja Navarra y las otras cinco la Alta Navarra.

La Alta Navarra o Navarra peninsular (en euskera: Nafarroa Garai) es la expresión que desde el siglo XVI algunos autores de la literatura en euskera han utilizado para referirse al territorio de la actual comunidad española de Navarra que corresponde a su vez con el área correspondiente a las cinco merindades del antiguo reino de Navarra, anexionado a la Corona de Castilla en 1512 por Fernando II de Aragón, llamado «el Católico».
La denominación Alta Navarra se opone semánticamente a la de Baja Navarra (en francés Basse Navarre y en euskera Nafarroa Beherea o Baxenabarre), que designa al territorio francés del Departamento de Pirineos Atlánticos que corresponde históricamente con la llamada «Tierra de Ultrapuertos», pequeño apéndice territorial norpirenaico vinculado al reino de Navarra desde el siglo XII y referida historiográficamente de manera informal como la sexta merindad del antiguo reino de Navarra.
A diferencia de la expresión Baja Navarra, cuyo uso es general tanto en los ámbitos sociales, como culturales y administrativos, la expresión Alta Navarra carece de ningún tipo de oficialidad y su uso social y académico está vinculado a los ámbitos relativos al nacionalismo vasco y navarro.
Así mismo la Real Academia de la Lengua Vasca y la Sociedad de Estudios Vascos utilizan también dicha denominación.